# Cristóbal de Hesse
El príncipe Cristóbal de Hesse-Kassel (Christoph von Hesse, Fráncfort, 14 de mayo de 1901 - Forlì, 7 de octubre de 1943) fue un nazi de alto rango y miembro de las Schutzstaffel (SS), hijo del príncipe Federico Carlos de Hesse-Kassel y de la princesa Margarita de Prusia. Se casó con la princesa Sofía de Grecia y Dinamarca, hermana del príncipe Felipe, que posteriormente sería duque de Edimburgo y esposo de la reina Isabel II del Reino Unido.

## Biografía
Nació en Fráncfort, producto de un embarazo gemelar. Sus padres fueron el príncipe Federico Carlos de Hesse-Kassel y la princesa Margarita Beatriz de Prusia. Como su madre era hija de Federico III de Alemania y la princesa Victoria, era bisnieto de la reina Victoria del Reino Unido y el príncipe Alberto de Sajonia-Coburgo-Gotha.
Cristóbal de Hesse fue un nazi de alto rango, jefe del servicio secreto de inteligencia de Hermann Göring, ayudante de Heinrich Himmler, miembro de las Schutzstaffel (SS) y Mayor de la Luftwaffe durante la Segunda Guerra Mundial.

### Matrimonio y descendencia
Cristóbal se casó el 15 de diciembre de 1930 con la princesa Sofía de Grecia y Dinamarca en Kronberg im Taunus, Alemania. Sofía era la hija menor del príncipe Andrés de Grecia y Dinamarca y la princesa Alicia de Battenberg, era además hermana del príncipe Felipe, el futuro duque de Edimburgo; por el lado paterno, era descendiente del emperador Nicolás I de Rusia y del rey Cristián IX de Dinamarca y por el lado materno, era descendiente de la reina Victoria y del príncipe Alberto de Sajonia-Coburgo-Gotha.
La pareja tuvo cinco hijos: 
- Princesa Cristina Margarita de Hesse-Kassel (10 de enero de 1933 - 22 de noviembre de 2011) se casó en primeras nupcias en Kronberg im Taunus el 2 de agosto de 1956 con el príncipe Andrés de Yugoslavia, se divorció en Gran Londres en 1962; la pareja tuvo descendencia. Casada en segundas nupcias en Londres el 3 de diciembre de 1962 con Robert Floris van Eyck, un poeta, artista y restaurador de arte;[5][6][7][8] hermano del arquitecto Aldo van Eyck e hijo del poeta, crítico, ensayista y filósofo Pieter Nicolaas van Eyck y Nelly Estelle Benjamins, una mujer de origen judío y latino, nacida y criada en Surinam;[9][10][11] se divorciaron en 1986 y tuvieron descendencia.

- Princesa Dorotea Carlota Karin de Hesse-Kassel (24 de julio de 1934) se casó por lo civil en Schliersee, Alta Baviera, el 31 de marzo de 1959 y por la Iglesia en Múnich, el 1 de abril de 1959, con Friedrich, príncipe de Windisch-Grätz; tuvieron descendencia.

- Príncipe Carlos Adolfo Andrés de Hesse-Kassel (26 de marzo de 1937 y fallecido en marzo del 2022) se casó por lo civil en La Haya el 26 de marzo de 1966 y por la Iglesia el 18 de abril de 1966 con Yvonne, condesa Szapáry von Muraszombath, Széchysziget und Szapár. Tuvieron dos hijos: príncipe Cristóbal de Hesse-Kassel y princesa Irina Verena de Hesse-Kassel.

- Príncipe Raniero Cristóbal Federico de Hesse-Kassel (18 de noviembre de 1939), soltero y sin descendencia.

- Princesa Clarisa Alicia de Hesse-Kassel (6 de febrero de 1944) se casó en París el 20 de julio de 1971 con Claude Jean Derrien, no tuvieron descendencia y se divorciaron en 1976. Tuvo una hija de padre desconocido: Sofía de Hesse-Kassel.

## Fallecimiento
El 7 de octubre de 1943, Cristóbal de Hesse murió en un accidente aéreo en los Montes Apeninos, cerca de Forlì, Italia. Su cuerpo fue encontrado dos días más tarde. El Almanaque de Gotha, sin embargo, declara que murió en acción durante la invasión alemana de Italia.

## Ancestros
|  |                                                       |  |  |  |  |  |  |  |  |  |  |  |  |  |  |  |
|  | 16. Federico de Hesse-Kassel                          |  |  |  |  |  |  |  |  |  |  |  |  |  |  |  |
|  |                                                       |  |  |  |  |  |  |  |  |  |  |  |  |  |  |  |
|  |                                                       |  |  |  |  |  |  |  |  |  |  |  |  |  |  |  |
|  | 8. Guillermo de Hesse-Kassel                          |  |  |  |  |  |  |  |  |  |  |  |  |  |  |  |
|  |                                                       |  |  |  |  |  |  |  |  |  |  |  |  |  |  |  |
|  |                                                       |  |  |  |  |  |  |  |  |  |  |  |  |  |  |  |
|  | 17. Carolina Polixena de Nassau-Usingen               |  |  |  |  |  |  |  |  |  |  |  |  |  |  |  |
|  |                                                       |  |  |  |  |  |  |  |  |  |  |  |  |  |  |  |
|  |                                                       |  |  |  |  |  |  |  |  |  |  |  |  |  |  |  |
|  | 4. Federico de Hesse-Kassel                           |  |  |  |  |  |  |  |  |  |  |  |  |  |  |  |
|  |                                                       |  |  |  |  |  |  |  |  |  |  |  |  |  |  |  |
|  |                                                       |  |  |  |  |  |  |  |  |  |  |  |  |  |  |  |
|  | 18. Federico de Dinamarca y Noruega                   |  |  |  |  |  |  |  |  |  |  |  |  |  |  |  |
|  |                                                       |  |  |  |  |  |  |  |  |  |  |  |  |  |  |  |
|  |                                                       |  |  |  |  |  |  |  |  |  |  |  |  |  |  |  |
|  | 9. Luisa Carlota de Dinamarca                         |  |  |  |  |  |  |  |  |  |  |  |  |  |  |  |
|  |                                                       |  |  |  |  |  |  |  |  |  |  |  |  |  |  |  |
|  |                                                       |  |  |  |  |  |  |  |  |  |  |  |  |  |  |  |
|  | 19. Sofía Federica de Mecklemburgo-Schwerin           |  |  |  |  |  |  |  |  |  |  |  |  |  |  |  |
|  |                                                       |  |  |  |  |  |  |  |  |  |  |  |  |  |  |  |
|  |                                                       |  |  |  |  |  |  |  |  |  |  |  |  |  |  |  |
|  | 2. Federico Carlos de Hesse-Kassel                    |  |  |  |  |  |  |  |  |  |  |  |  |  |  |  |
|  |                                                       |  |  |  |  |  |  |  |  |  |  |  |  |  |  |  |
|  |                                                       |  |  |  |  |  |  |  |  |  |  |  |  |  |  |  |
|  | 20. Federico Guillermo III de Prusia                  |  |  |  |  |  |  |  |  |  |  |  |  |  |  |  |
|  |                                                       |  |  |  |  |  |  |  |  |  |  |  |  |  |  |  |
|  |                                                       |  |  |  |  |  |  |  |  |  |  |  |  |  |  |  |
|  | 10. Carlos de Prusia                                  |  |  |  |  |  |  |  |  |  |  |  |  |  |  |  |
|  |                                                       |  |  |  |  |  |  |  |  |  |  |  |  |  |  |  |
|  |                                                       |  |  |  |  |  |  |  |  |  |  |  |  |  |  |  |
|  | 21. Luisa de Mecklemburgo-Strelitz                    |  |  |  |  |  |  |  |  |  |  |  |  |  |  |  |
|  |                                                       |  |  |  |  |  |  |  |  |  |  |  |  |  |  |  |
|  |                                                       |  |  |  |  |  |  |  |  |  |  |  |  |  |  |  |
|  | 5. Ana de Prusia                                      |  |  |  |  |  |  |  |  |  |  |  |  |  |  |  |
|  |                                                       |  |  |  |  |  |  |  |  |  |  |  |  |  |  |  |
|  |                                                       |  |  |  |  |  |  |  |  |  |  |  |  |  |  |  |
|  | 22. Carlos Federico de Sajonia-Weimar-Eisenach        |  |  |  |  |  |  |  |  |  |  |  |  |  |  |  |
|  |                                                       |  |  |  |  |  |  |  |  |  |  |  |  |  |  |  |
|  |                                                       |  |  |  |  |  |  |  |  |  |  |  |  |  |  |  |
|  | 11. María de Sajonia-Weimar-Eisenach                  |  |  |  |  |  |  |  |  |  |  |  |  |  |  |  |
|  |                                                       |  |  |  |  |  |  |  |  |  |  |  |  |  |  |  |
|  |                                                       |  |  |  |  |  |  |  |  |  |  |  |  |  |  |  |
|  | 23. María Pávlovna Románova                           |  |  |  |  |  |  |  |  |  |  |  |  |  |  |  |
|  |                                                       |  |  |  |  |  |  |  |  |  |  |  |  |  |  |  |
|  |                                                       |  |  |  |  |  |  |  |  |  |  |  |  |  |  |  |
|  | 1. Cristóbal, príncipe de Hesse                       |  |  |  |  |  |  |  |  |  |  |  |  |  |  |  |
|  |                                                       |  |  |  |  |  |  |  |  |  |  |  |  |  |  |  |
|  |                                                       |  |  |  |  |  |  |  |  |  |  |  |  |  |  |  |
|  | 24. Federico Guillermo III de Prusia (= 20)           |  |  |  |  |  |  |  |  |  |  |  |  |  |  |  |
|  |                                                       |  |  |  |  |  |  |  |  |  |  |  |  |  |  |  |
|  |                                                       |  |  |  |  |  |  |  |  |  |  |  |  |  |  |  |
|  | 12. Guillermo I de Alemania                           |  |  |  |  |  |  |  |  |  |  |  |  |  |  |  |
|  |                                                       |  |  |  |  |  |  |  |  |  |  |  |  |  |  |  |
|  |                                                       |  |  |  |  |  |  |  |  |  |  |  |  |  |  |  |
|  | 25. Luisa de Mecklenburg-Strelitz (= 21)              |  |  |  |  |  |  |  |  |  |  |  |  |  |  |  |
|  |                                                       |  |  |  |  |  |  |  |  |  |  |  |  |  |  |  |
|  |                                                       |  |  |  |  |  |  |  |  |  |  |  |  |  |  |  |
|  | 6. Federico III de Alemania                           |  |  |  |  |  |  |  |  |  |  |  |  |  |  |  |
|  |                                                       |  |  |  |  |  |  |  |  |  |  |  |  |  |  |  |
|  |                                                       |  |  |  |  |  |  |  |  |  |  |  |  |  |  |  |
|  | 26. Carlos Federico de Sajonia-Weimar-Eisenach (= 22) |  |  |  |  |  |  |  |  |  |  |  |  |  |  |  |
|  |                                                       |  |  |  |  |  |  |  |  |  |  |  |  |  |  |  |
|  |                                                       |  |  |  |  |  |  |  |  |  |  |  |  |  |  |  |
|  | 13. Augusta de Sajonia-Weimar-Eisenach                |  |  |  |  |  |  |  |  |  |  |  |  |  |  |  |
|  |                                                       |  |  |  |  |  |  |  |  |  |  |  |  |  |  |  |
|  |                                                       |  |  |  |  |  |  |  |  |  |  |  |  |  |  |  |
|  | 27. María Pávlovna Románova (= 23)                    |  |  |  |  |  |  |  |  |  |  |  |  |  |  |  |
|  |                                                       |  |  |  |  |  |  |  |  |  |  |  |  |  |  |  |
|  |                                                       |  |  |  |  |  |  |  |  |  |  |  |  |  |  |  |
|  | 3. Margarita de Prusia                                |  |  |  |  |  |  |  |  |  |  |  |  |  |  |  |
|  |                                                       |  |  |  |  |  |  |  |  |  |  |  |  |  |  |  |
|  |                                                       |  |  |  |  |  |  |  |  |  |  |  |  |  |  |  |
|  | 28. Ernesto I de Sajonia-Coburgo-Gotha                |  |  |  |  |  |  |  |  |  |  |  |  |  |  |  |
|  |                                                       |  |  |  |  |  |  |  |  |  |  |  |  |  |  |  |
|  |                                                       |  |  |  |  |  |  |  |  |  |  |  |  |  |  |  |
|  | 14. Alberto de Sajonia-Coburgo-Gotha                  |  |  |  |  |  |  |  |  |  |  |  |  |  |  |  |
|  |                                                       |  |  |  |  |  |  |  |  |  |  |  |  |  |  |  |
|  |                                                       |  |  |  |  |  |  |  |  |  |  |  |  |  |  |  |
|  | 29. Luisa de Sajonia-Gotha-Altenburgo                 |  |  |  |  |  |  |  |  |  |  |  |  |  |  |  |
|  |                                                       |  |  |  |  |  |  |  |  |  |  |  |  |  |  |  |
|  |                                                       |  |  |  |  |  |  |  |  |  |  |  |  |  |  |  |
|  | 7. Victoria, Princesa real                            |  |  |  |  |  |  |  |  |  |  |  |  |  |  |  |
|  |                                                       |  |  |  |  |  |  |  |  |  |  |  |  |  |  |  |
|  |                                                       |  |  |  |  |  |  |  |  |  |  |  |  |  |  |  |
|  | 30. Eduardo de Hannover                               |  |  |  |  |  |  |  |  |  |  |  |  |  |  |  |
|  |                                                       |  |  |  |  |  |  |  |  |  |  |  |  |  |  |  |
|  |                                                       |  |  |  |  |  |  |  |  |  |  |  |  |  |  |  |
|  | 15. Victoria del Reino Unido                          |  |  |  |  |  |  |  |  |  |  |  |  |  |  |  |
|  |                                                       |  |  |  |  |  |  |  |  |  |  |  |  |  |  |  |
|  |                                                       |  |  |  |  |  |  |  |  |  |  |  |  |  |  |  |
|  | 31. Victoria de Sajonia-Coburgo-Saalfeld              |  |  |  |  |  |  |  |  |  |  |  |  |  |  |  |
|  |                                                       |  |  |  |  |  |  |  |  |  |  |  |  |  |  |  |
|  |                                                       |  |  |  |  |  |  |  |  |  |  |  |  |  |  |  |